# Til Mavretič
Til Mavretič, slovenski nogometaš, * 19. november 1997.
Mavretič je profesionalni nogometaš, ki igra na položaju vezista. Od leta 2022 je član estonskega kluba Levadia. Ped tem je igral za slovenske klube Bravo, Domžale, Gorico in Tabor Sežano, italijanski Monopoli 1966 in slovaški Zemplín Michalovce. Skupno je v prvi slovenski ligi odigral 60 tekem in dosegel en gol.